# Georgij Tsybulnikov
Georgij Vladimirovitj Tsybulnikov (ryska: Георгий Владимирович Цыбульников), född den 21 november 1966, är en rysk kanotist.
Han tog OS-brons i K-4 1000 meter i samband med de olympiska kanottävlingarna 1996 i Atlanta.